# 盾形猫蛛
盾形猫蛛（学名：Oxyopes sushilae）为猫蛛科猫蛛属的动物。分布于印度以及中国大陆的广东、浙江、江西、海南、湖南、贵州等地。该物种的模式产地在印度。